# Галашилс
Галаши́лс (англ. Galashiels, гэльск. An Geal Ath) — город в Шотландии в области Скоттиш-Бордерс. Его название часто сокращают до «Гала». Город является крупным торговым центром округа Скоттиш-Бордерс с обширной историей текстильной промышленности. В Галашилсе находится школа текстиля и дизайна Университета Хериота-Уатта.

## Местоположение
Галашилс находится в 33 милях (53 км) к югу от Эдинбурга и в 61,2 милях (98,5 км) к северу от Карлайла по дороге А7. Гала находится на границе между историческими графствами Роксбургшир и Селкиркшир, на реке Гала.

## Население

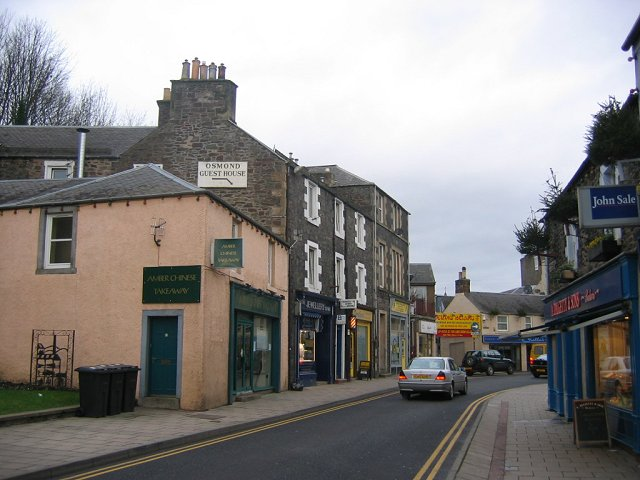
Улица города

По данным на 2001 год население данного города составляет 12367 человек.

## Климат
Город Галашилс имеет преимущественно морской климат. Но из-за его возвышенности зимой в городе было более холодно, а летом более тепло в отличие от таких городов как Эдинбург, Аймут и других городов Шотландии. Среднестатистически зимой «снежными днями» является 38 дней.[стиль]